# پلاسیدو بیلبائو
پلاسیدو بیلبائو (انگلیسی: Plácido Bilbao; ۱۳ سپتامبر ۱۹۴۰ – ۱۶ ژوئن ۲۰۱۴) بازیکن فوتبال اهل اسپانیا بود.
از باشگاه‌هایی که در آن بازی کرده‌است می‌توان به باشگاه فوتبال رکریتیوو اوئلوا، باشگاه فوتبال رئال وایادولید، و باشگاه فوتبال اتلتیک بیلبائو اشاره کرد.